# Пам'ятки культурної спадщини Більче-Золотецької громади
У статті наведений перелік об'єктів культурної спадщини Більче-Золотецької громади Чортківського району Тернопільської области України.

## Пам'ятки археології
| №  | Назва                                                       | Дата | Адреса | Охоронний номер | Документ про взяття на облік |
| -- | ----------------------------------------------------------- | --- | --- | --------------- | --- |
| 1  | Поселення Більче-Золоте І                                   | культура (IV-кінець ІІІ тис. до н. е.), культура лінійно-стрічкової кераміки (V-IV тис. до н. е.)                                    | с. Більче-Золоте, урочище Печера Вертеба, 1 км на північний захід від села                                                           | 1945            | Рішення виконкому Тернопільської обласної ради від 22.03.1971 № 147, Рішення виконкому Тернопільської обласної ради від 14.07.1989 № 162 |
| 2  | Поселення Більче-Золоте ІІ                                  | трипільська культура (IV-кінець ІІІ тис. до н. е.)                                                                                   | с. Більче-Золоте, урочище Парк, колишній палацовий парк                                                                              | 1946            | Рішення виконкому Тернопільської обласної ради від 14.07.1989 № 162                                                                      |
| 3  | Поселення Більче-Золоте ІІІ                                 | трипільська культура (IV-кінець ІІІ тис. до н. е.); черняхівська культура (ІІІ- IV ст. н. е.);                                       | с. Більче-Золоте, урочище Кадуби, 6 км на схід від села, на невисокому підвищенні розділеному балкою, на дні якої протікає струмок   | 70              | Рішення виконкому Тернопільської обласної ради від 22.03.1971 № 147                                                                      |
| 4  | Городище Більче-Золоте IV                                   | давньоруський час (ХІІ-ХІІІ ст.) | с. Більче-Золоте, південно- західні околиці села, в лісі, на високому мисі. З трьох сторін стрімки схили, а з півдня 3 рови і 3 вали | 67              | Рішення виконкому Тернопільської обласної ради від 22.03.1971 № 147                                                                      |
| 5  | Стоянка Більче-Золоте V                                     | середній палеоліт (150-40 тис. років тому)                                                                                           | с. Більче-Золоте, урочище Сороківка                                                                                                  | 1937            | Рішення виконкому Тернопільської обласної ради від 22.03.1971 № 147, Рішення виконкому Тернопільської обласної ради від 14.07.1989 № 162 |
| 6  | Поселення Більче-Золоте VI                                  | голіградська культура (ХІ-VII ст. до н. е.)                                                                                          | с. Більче-Золоте, урочище Хитана, вул. Замулівка, на першій надзаплавній терасі лівого берега р. Серет                               | 1938            | Рішення виконкому Тернопільської обласної ради від 22.03.1971 № 147, Рішення виконкому Тернопільської обласної ради від 14.07.1989 № 162 |
| 7  | Могильник ґрунтовий Більче-Золоте VII (могильник Мишків)    | давньоруський час (ХІІ – ХІІІ ст.)                                                                                                   | с. Більче Золоте, лівий берег р. Серет                                                                                               | 216             | Рішення виконкому Тернопільської обласної ради від 22.03.1971 № 147                                                                      |
| 8  | Поселення Більче-Золоте VIII                                | трипільська культура (IV-кінець ІІІ тис. до н. е.)                                                                                   | с. Більче-Золоте, на високому правому березі р. Серет, біля мосту                                                                    | 1939            | Наказ управління культури обласної державної адміністрації від 18.10.2005 № 112                                                          |
| 9  | Поселення Більче-Золоте ІХ                                  | трипільська культура (IV-кінець ІІІ тис. до н. е.)                                                                                   | с. Більче-Золоте, урочище “Поле Кошівське”, південний схил, 4 км на південний схід від села                                          | 1940            | Наказ управління культури обласної державної адміністрації від 18.10.2005 № 112                                                          |
| 10 | Курган Більче-Золоте Х                                      | Недатований | с. Більче-Золоте, урочище “Щербів”, 4 км на північний схід від села, на правому березі струмка, поряд з черняхівським поселенням     | 1941            | Наказ управління культури обласної державної адміністрації від 18.10.2005 № 112                                                          |
| 11 | Поселення Більче-Золоте ХІ                                  | черняхівська культура (ІІІ- IV ст. н. е.)                                                                                            | с. Більче-Золоте, урочище “Щербів”, 4 км на північний схід від села, на правому березі струмка                                       | 1942            | Наказ управління культури обласної державної адміністрації від 18.10.2005 № 112                                                          |
| 12 | Поселення Більче-Золоте ХІІ                                 | давньоруський час (ХІІ – ХІІІ ст.)                                                                                                   | с. Більче-Золоте, біля ГЕС, зруйноване котлованом під час будівництва ГЕС                                                            | 1943            | Наказ управління культури обласної державної адміністрації від 18.10.2005 № 112                                                          |
| 13 | Могильник Більче-Золоте ХІІІ                                | давньоруський час (ХІІ – ХІІІ ст.)                                                                                                   | с. Більче-Золоте, урочище “Могила”, на лівому березі р. Серет, між селами Більче Золоте та Мушкарів                                  | 1944            | Наказ управління культури обласної державної адміністрації від 18.10.2005 № 112                                                          |
| 14 | Земляні укріплення (залишки замку) Більче-Золоте XIV        | XVI-XVII ст. | с. Більче-Золоте, центральна частина села, на території сільської ради                                                               | 2005            | Наказ департаменту культури, релігій та національностей обласної державної адміністрації від 15.05.2014 № 76-од                          |
| 15 | Стоянка Мишків І                                            | пізній палеоліт (40-10 тис. років тому)                                                                                              | с. Мишків, урочище Вершава чи Шкляна Гора, пасовище                                                                                  | 1232            | Рішення виконкому Тернопільської обласної ради від 14.07.1989 № 162                                                                      |
| 16 | Поселення Мишків ІІ                                         | трипільська культура (IV-кінець ІІІ тис. до н.е.)                                                                                    | с. Мишків, на городах в районі школи                                                                                                 | 2269            | Наказ управління культури обласної державної адміністрації від 18.10.2005 № 112                                                          |
| 17 | Культове місце (дві печери і жертовний камінь) Монастирок І | ранній залізний вік (І тис. до н. е.); - черняхівська культура (ІІІ- IV ст. н. е.)                                                   | с. Монастирок, південно-західні околиці села, лівий берег р. Серет на корінній терасі                                                | 2022            | Наказ управління культури обласної державної адміністрації від 18.10.2005 № 112                                                          |
| 18 | Стоянка Монастирок ІІ                                       | пізній палеоліт (40-10 тис. років тому)                                                                                              | с. Монастирок, на лівому березі р. Серет, біля підніжжя високих скель                                                                | 2023            | Наказ управління культури обласної державної адміністрації від 18.10.2005 № 112                                                          |
| 19 | Поселення Монастирок ІІІ                                    | голіградська культура (ХІ-VII ст. до н. е.); черняхівська культура (ІІІ- IV ст. н. е.)                                               | с. Монастирок, ліс у східних околицях села, І – ІІ надзаплавні тераси правого берега потічка                                         | 1674            | Наказ управління культури обласної державної адміністрації від 18.10.2005 № 112                                                          |
| 20 | Поселення Шершенівка І                                      | трипільська культура (IV-кінець ІІІ тис. до н.е.)                                                                                    | с. Шершенівка, урочище “Коло ставів”, правий берег р. Серет, лівий берег струмка                                                     | 2083            | Наказ управління культури обласної державної адміністрації від 18.10.2005 № 112                                                          |
| 21 | Поселення Шершенівка ІІ                                     | епоха бронзи - ранньозалізний вік (ІІ-І тис. до н.е.); райковецька культура (кін. ІХ-Х ст.); давньоруський час (Х, ХІІ-ХІІІ ст.н.е.) | с. Шершенівка, 1 км на захід від господарського двору по лівому березі струмка                                                       | 2057            | Наказ управління культури обласної державної адміністрації від 09.09.2016 № 121-од                                                       |
| 22 | Поселення Юр'ямпіль І                                       | черняхівська культура (ІІІ – IV ст.).                                                                                                | с. Юр'ямпіль, на південному схилі пагорба, 2 км на захід від села                                                                    | 4419-Тр         | Наказ Міністерства культури України від 28.01.2014 № 42                                                                                  |

## Пам'ятки архітектури
| №   | Назва                                  | Дата          | Адреса                  | Охоронний номер | Документ про взяття на облік                          |
| --- | -------------------------------------- | ------------- | ----------------------- | --------------- | ----------------------------------------------------- |
| 1.  | Усипальниця Сапігів (мур.)             | 1830 р.       | с. Більче Золоте        | 381             | рішення Тернопільського ОВК від 31.03.1992 р. № 30    |
| 2.  | Церква св. Михаїла                     | 1886 р.       | с. Більче Золоте        | 431             | рішення Тернопільського ОВК від 31.03.1992 р. № 30    |
| 3.  | Парк садиби Сапігів                    | 1800 р.       | с. Більче-Золоте        | 646             | постанова Ради Міністрів УРСР від 24.08.1963 р. № 970 |
| 4.  | Церква Різдва Христового (мур.)        | 1784-1893 рр. | с. Мишків               | 489             | рішення Тернопільського ОВК від 31.03.1992 р. № 30    |
| 5.  | Каплиця (мур.)                         | 1900 р.       | с. Мишків (на цвинтарі) | 490             | рішення Тернопільського ОВК від 31.03.1992 р. № 30    |
| 6.  | Давньослов’янський печерний храм       | ХІ-ХІІ ст.    | с. Монастирок           | 1569            | постанова Ради Міністрів УРСР від 06.09.1979 р. № 442 |
| 7.  | Здвиженська церква (мур.)              | XVIII ст.     | с. Монастирок           | 1570            | постанова Ради Міністрів УРСР від 06.09.1979 р. № 442 |
| 8.  | Келії василіанського монастиря (мур.)  | XVI ст.       | с. Монастирок           | 1571            | Постанова Ради Міністрів УРСР від 06.09.1979 р. № 442 |
| 9.  | Церква Успенія (мур.)                  | 1910 р.       | с. Мушкарів             | 405             | рішення Тернопільського ОВК від 31.03.1992 р. № 30    |
| 10. | Костел (мур.)                          | 1867 р.       | с. Олексинці            | 388             | рішення Тернопільського ОВК від 31.03.1992 р. № 30    |
| 11. | Костел (мур.)                          | 1901 р.       | с. Шершенівка           | 387             | рішення Тернопільського ОВК від 31.03.1992 р. № 30    |
| 12. | Церква Преображення Господнього (мур.) | 1901 р.       | с. Шершенівка           | 416             | рішення Тернопільського ОВК від 31.03.1992 р. № 30    |
| 13. | Церква Св. Дмитрія                     | 1840 р.       | с. Юр’ямпіль            | 418             | рішення Тернопільського ОВК від 31.03.1992 р. № 30    |

## Пам'ятки історії
| № | Назва                                                                     | Дата    | Адреса           | Охоронний номер | Документ про взяття на облік                                           |
| - | ------------------------------------------------------------------------- | ------- | ---------------- | --------------- | ---------------------------------------------------------------------- |
| 1 | Пам’ятний знак воїнам-землякам, які загинули в роки Другої світової війни | 1969 р. | с. Більче-Золоте | 89              | Рішення виконкому Тернопільської обласної ради від 22.03.1971 р. № 147 |
| 2 | Братська могила воїнів Радянської армії                                   | 1969 р. | с. Більче-Золоте | 79              | Рішення виконкому Тернопільської обласної ради від 22.03.1971 р. № 147 |
| 3 | Пам’ятний знак воїнам-землякам, які загинули в роки Другої світової війни | 1974 р. | с. Олексинці     | 82              | Рішення виконкому Тернопільської обласної ради від 12.06.1978 р. № 286 |
| 4 | Пам’ятний знак воїнам-землякам, які загинули в роки Другої світової війни | 1974 р. | с. Шершенівка    | 230             | Рішення виконкому Тернопільської обласної ради від 12.06.1978 р. № 286 |
| 5 | Пам’ятний знак воїнам-землякам, які загинули в роки Другої світової війни | 1969 р. | с. Мишків        | 246             | Рішення виконкому Тернопільської обласної ради від 22.03.1971 р. № 147 |